# شغب جوس 2008

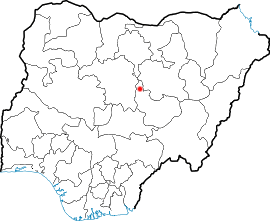
موقع مدينة جوس في نيجيريا.

شغب جوس 2008 كانت أعمال شغب شارك فيها مسيحيون ومسلمون بسبب نتيجة الانتخابات المحلية في 28 و29 نوفمبر 2008 في جوس وهي مدينة في منطقة الحزام الأوسط في نيجيريا. خلفت أعمال الشغب على مدى يومين مئات الجرحى وما لا يقل عن 761 قتيلاً. تم نشر الجيش النيجيري وبحلول 30 نوفمبر تمت استعادة النظام.

## الأسباب
لم يذكر العاملون في الانتخابات أسماء الفائزين في الانتخابات علانية، وبدأت الشائعات بأن الانتخابات قد فاز بها مرشح حزب الشعب الديمقراطي المحامي تيموثي جيانغ بوبا، وهزم مرشح حزب الشعب النيجيري. بدأ الناس من مجتمع الهوسا الذي يغلب عليه المسلمون في الاحتجاج حتى قبل إعلان النتائج، مما أدى إلى صدام أودى بحياة مئات الأشخاص بين المسلمين والمسيحيين، الذين دعموا بوبا إلى حد كبير.
كما أدت أعمال شغب مماثلة في عام 2001 بين المسيحيين والمسلمين في جوس إلى مقتل المئات. أدت أعمال شغب عام 2004 في يلوا وهي بلدة أخرى في ولاية بلاتو إلى ما يسمى بمذبحة يلوا. أدى القتال في شمال وسط ولاية كادونا عندما حاولت فرض الشريعة في عام 2000 إلى تقسيم كادونا. تبع ذلك أعمال شغب في كادونا في نوفمبر 2002، نتيجة استضافة نيجيريا لمسابقة ملكة جمال العالم، والتي فاز بها أحد المتسابقين في العام السابق.

## أعمال الشغب
أدت أعمال الشغب التي استمرت يومين إلى مقتل ما لا يقل عن 761 شخصًا، وتضررت المنازل والمساجد والكنائس والمدارس أو أحرقها الغوغاء. أفادت جمعية الصليب الأحمر النيجيري أن 10.000 شخص فروا من منازلهم بسبب أعمال الشغب، وكانوا يعيشون في ملاجئ وفرتها الحكومة. تم إرسال الجنود النيجيريين إلى جوس لتفريق القتال وإنشاء منطقة عازلة بين المسيحيين والمسلمين. تم إلغاء الرحلات الجوية من وإلى جوس وتم إغلاق الطرق إلى الشمال.

## التأثيرات
فرض جوناه جانج حاكم ولاية بلاتو حظر تجول لمدة 24 ساعة في أربع مناطق بالمدينة، وسمح للجنود «بإطلاق النار على مرمى البصر» لمنع المزيد من العنف. زعمت هيومن رايتس ووتش أن الجنود والشرطة نفذوا أكثر من 130 عملية قتل خارج نطاق القضاء أثناء الرد على أعمال الشغب. تم القبض على العديد من الشباب المسلحين من الجانبين عند حواجز عسكرية. ذكرت الشرطة أن أكثر من 500 شخص اعتقلوا نتيجة أعمال الشغب. لكن مسؤولي الدولة قالوا إنه لم تتم محاكمة أي شخص بنجاح.